# Nhật ký Đặng Thùy Trâm

Bìa cuốn nhật ký do Nhà xuất bản Hội Nhà Văn ấn hành.

Nhật ký Đặng Thùy Trâm là hai tập nhật ký viết tay của bác sĩ Đặng Thùy Trâm từ ngày 8 tháng 4 năm 1968 đến ngày 20 tháng 6 năm 1970 (hai ngày trước khi bà qua đời). Đây còn là tên một cuốn sách do nhà phê bình văn học Vương Trí Nhàn biên tập dựa trên nguyên bản của hai cuốn nhật kí này.

## Đôi nét về tác giả
Đặng Thuỳ Trâm sinh ngày 26 tháng 11 năm 1942 tại Huế trong một gia đình trí thức. Mẹ cô là dược sĩ, giảng viên trường Đại học Dược Hà Nội Doãn Ngọc Trâm; bố là bác sĩ ngoại khoa Đặng Ngọc Khuê;
Đặng Thùy Trâm tốt nghiệp trường Đại học Y khoa Hà Nội năm 1966, cô tham gia Quân đội Nhân dân Việt Nam với tư cách là một bác sĩ quân y và được điều vào công tác ở Đức Phổ, chiến trường Quảng Ngãi trong chiến tranh Việt Nam.
Đặng Thùy Trâm được kết nạp Đảng Cộng sản Việt Nam ngày 27 tháng 9 năm 1968.
Cô ''Thùy'' hi sinh ngày 22 tháng 6 năm 1970. Cô được mai táng tại nơi hi sinh, sau thống nhất được đưa về Nghĩa trang liệt sĩ xã Phổ Cường. Năm 1990 được gia đình đưa về Nghĩa trang liệt sĩ Xuân Phương,Từ Liêm, Hà Nội.

## Cuốn Nhật ký
Hai cuốn nhật ký còn lại (một cuốn đã bị mất) được viết từ 8 tháng 4 năm 1968, khi tác giả phụ trách bệnh xá Đức Phổ, cho đến 20 tháng 6 năm 1970, 2 ngày trước khi cô hi sinh, trong đó có:
- Cuốn thứ nhất: được viết từ ngày 8 tháng 4 năm 1968 đến ngày 4 tháng 12 năm 1969 gồm 219 trang viết tay do Frederic Whitehurst và Nguyễn Trung Hiếu giữ lại trong số các tư liệu thu được sau một trận càn ở Đức Phổ, tỉnh Quảng Ngãi vào khoảng cuối tháng 12 năm 1969.
- Cuốn thứ hai: được viết từ ngày 31 tháng 12 năm 1969 và kết thúc ngày 20 tháng 6 năm 1970. Cuốn này gồm 53 trang viết tay do quân Mĩ lấy được trên người Thùy Trâm sau khi cô hi sinh.

Theo bà Nguyễn Thị Kim Liên, người đi cùng khi chị bị bắn chết thì lính Mỹ lấy cả hai cuốn nhật ký từ trong ba lô chị mang bên mình.
Hai cuốn nhật kí chỉ được viết trong 3 năm nhưng như chứa đựng cả một góc nhìn thế giới lớn lao với một tâm hồn trẻ trung của một người con gái tuổi hai mươi. Những lời văn đọc sơ qua thì thấy đượm buồn nhưng càng suy ngẫm thì càng thấy chúng lôi cuốn bởi những ý văn trong trẻo, thể hiện tất cả những mong muốn của tuổi trẻ từ tác giả. Tuy là một bác sĩ nhưng cô đã anh dũng ngã xuống như một người lính thực thụ chiến đấu tới hơi thở cuối cùng với cây súng trong tay.
Hai tập nhật ký do Frederic Whitehurt, cựu sĩ quan quân báo Hoa Kỳ, lưu giữ cho đến ngày được trả lại cho gia đình tác giả vào cuối tháng 4 năm 2005. Ông đã giữ lại quyển nhật ký mà không đốt đi, vì theo lời của thông dịch viên, thượng sĩ Quân lực Việt Nam Cộng Hòa Nguyễn Trung Hiếu, trong cùng đơn vị: "Đừng đốt, trong đó đã có lửa". Câu nói này cũng là tiêu đề của bộ phim Đừng đốt của đạo diễn Đặng Nhật Minh về cuộc đời của Đặng Thùy Trâm.

## Cuốn sách
Cuốn Nhật kí Đặng Thùy Trâm được Nhà xuất bản Hội Nhà văn liên kết với Công ty Cổ phần Văn hóa và Truyền thông Nhã Nam cho ra mắt nhân dịp kỉ niệm ngày Thương binh liệt sĩ 27 tháng 7 năm 2005 của Việt Nam. Đến tháng 3 năm 2006, quyển sách này đã bán được hơn 400.000 bản, được xem là một hiện tượng văn học. Trong một số bài báo nước ngoài, nó còn được ví như nhật ký Anne Frank của Việt Nam. Tính đến ngày 1 tháng 1 năm 2008, sách đã cán mốc con số phát hành kỉ lục là 450 000 bản với 26 lần tái bản.
Cùng với Mãi mãi tuổi hai mươi, Nhật kí Đặng Thùy Trâm đã được xếp vào một trong mười sự kiện văn hóa tiêu biểu năm 2005 tại Việt Nam.
Ngày 11 tháng 9 năm 2007, cuốn sách đã được nhà xuất bản Random House phát hành tại Mĩ và nhiều quốc gia khác dưới tên tiếng Anh là Last night, I dreamed of peace (Đêm qua tôi mơ thấy hòa bình). Hiện nay, nhật kí Đặng Thùy Trâm đã được dịch ra các thứ tiếng: Hàn Quốc, Anh, Thái, Romania,...
Hiện tại cuốn Nhật ký được lưu giữ tại Viện Lưu trữ về Việt Nam – Đại học Texas Tech ở Lubbock, bang Texas, Hoa Kỳ.